# Crestview (Florida)
Crestview is een plaats (city) in de Amerikaanse staat Florida, en valt bestuurlijk gezien onder Okaloosa County.

## Demografie
Bij de volkstelling in 2000 werd het aantal inwoners vastgesteld op 14.766.
In 2006 is het aantal inwoners door het United States Census Bureau geschat op 18.215, een stijging van 3449 (23.4%).

## Geografie
Volgens het United States Census Bureau beslaat de plaats een oppervlakte van
33,2 km², waarvan 33,1 km² land en 0,1 km² water.

## Plaatsen in de nabije omgeving
De onderstaande figuur toont nabijgelegen plaatsen in een straal van 40 km rond Crestview.

## Geboren
- Mia Manganello (1989), schaatsster